# Миттелаллалин
Миттелаллалин (нем. Mittelallalin) — небольшая вершина в составе хребта Пеннинские Альпы, расположенная «под» горой Аллалинхорн в кантоне Вале (Швейцария). Высота над уровнем моря — 3457 метров, относительная высота — 570 метров. Вершина известна самыми высокими в мире вращающимся рестораном «Аллалин» и фуникулёром, а также живописной ледниковой пещерой-павильоном объёмом около 5500 м³ — самая большая искусственная ледяная пещера в мире.
Подземный фуникулёр Metro Alpin следует по маршруту Зас-Фе (1800 м н.у.м.) — Фельшкинн (2989) — Миттелаллалин (3457).
Гора пользуется популярностью у горнолыжников, зимой открыты трассы на высоте от 1800 до 3600 метров, летом — на леднике Фе длиной 4,7 километров (3162—3573 метров над уровнем моря).
От Миттелаллалина до «родительского пика» Аллалинхорн можно подняться по хорошо оборудованному маршруту. Подъём составляет 570 метров и занимает два часа.